# گاه‌شمار تهران
در زیر یک جدول زمانی از تاریخ شهر تهران، ایران ارائه شده‌است.

## قبل از سده ۲۰
- ۱۵۵۳ - دیوار شهر ساخته شد.[۱]
- ۱۵۷۶ - کاخ گلستان تکمیل شد.
- ۱۶۶۰ - بازار بزرگ ساخته شد.
- ۱۷۲۳ - افغانها (پشتون‌ها) شهر را اشغال کردند. [۲]
- ۱۷۵۱ - تخت مرمر ساخته شد.
- ۱۷۵۹ - خلوت کریم خانی ساخت شد.
- ۱۷۸۵ - شهر توسط نیروهای آقا محمد محاصره شد. [۳]
- ۱۷۸۶ - آقامحمدخان قاجار پایتخت ایران را از ساری و شیراز به تهران منتقل کرد. [۳]
- ۱۷۹۰ - باغ‌موزه قصر ساخته شد.
- ۱۷۹۶ - جمعیت تهران: کمتر از ۱۵۰۰۰ نفر بود.[۴]
- ۱۸۱۰ - ۱۸۲۵ - ساخت مسجد شاه.
- ۱۸۲۹ - ۱۱ فوریه: حمله به سفارت روسیه؛ الکساندر گریبیدوف و دیگران کشته شدند. [۳]
- ۱۸۳۴ - علی میرزا ضل سلطان در قدرت قرار داشت. [۳]
- ۱۸۳۵ - محمد شاه قاجار در قدرت داشت. [۳]
- ۱۸۳۷ - روزنامه  کاغذ اخبار شروع به انتشار می‌کند.
- ۱۸۵۱ - مدرسه دارالفنون تأسیس شد.
- ۱۸۶۱ - ۱ مارس: نا آرامی تهران.
- ۱۸۶۵ - کاخ گلستان بازسازی شد.
- ۱۸۶۷ - شمس العماره ساخته شد.
- ۱۸۶۹
  - شهر توسط ناصرالدین شاه گسترش یافت. [۲]
  - جمعیت تهران: ۱۵۵٬۰۰۰ [۵]
- ۱۸۷۲ - تلگراف جلفا-تبریز-تهران شروع به کار می‌کند.
- ۱۸۷۳
  - دیوار شهر بازسازی شد.
  - موزه‌ای که توسط ناصرالدین شاه تأسیس شد. [۶]
- ۱۸۸۱ - کاخ بهارستان ساخته شد. [۶]
- ۱۸۸۳ - کاخ آبیاز ساخته شد.
- ۱۸۸۸ - راه‌آهن تهران-عبدالعظیم شروع به کار کرد.
- ۱۸۸۹ - بانک شاهنشاهی ایران با دفتر مرکزی در تهران شروع به کار کرد.
- ۱۸۹۶
  - ۱ مه: ترور ناصرالدین شاه قاجار؛ مظفرالدین شاه قاجار در قدرت قرار گرفت. [۳]
  - روزنامه تربیت شروع به کار می‌کند.
- ۱۸۹۹ - مدرسه علوم سیاسی تهران تأسیس شد.

## سده بیستم

### دهه ۱۹۰۰–دهه ۱۹۴۰
- ۱۹۰۶ - بست‌نشینی در سفارت بریتانیا توسط مشروطه خواهان رخ می‌دهد.
- ۱۹۰۷
  - ۳۱ اوت: ترور میرزا علی‌اصغر اتابک.
  - مدرسه سفارت آلمان در تهران تأسیس شد.
- ۱۹۰۸
  - خلیل ثقفی شهردار شد.
  - به توپ بستن مجلس ایران توسط نیروهای روسی.
- ۱۹۰۹
  - ۱۳–۱۵ ژوئیه: شهر توسط نیروهای ملی‌گرا علیقلی خان سردار اسعد تصرف شد.
  - ۱۸ ژوئیه: احمد شاه قاجار به قدرت رسید.
- ۱۹۱۰ - میرزا عباسخان مهندس باشی شهردار شد.
- ۱۹۱۱ - جمعیت: تقریباً ۲۸۰٬۰۰۰ نفر.
- ۱۹۱۴ - ابراهیم‌خان یمین‌السلطنه شهردار شد.
- ۱۹۱۵ - نبرد رباط‌کریم توسط مردم حوالی تهران در جریان جنگ جهانی اول و اشغال ایران در جنگ جهانی اول به فرماندهی حیدر لطیفیان علیه اشغال ایران توسط نیروهای مسلح روسیه انجام شد.
- ۱۹۱۸
  - دانشکده حقوق تأسیس شد.
  - دانشگاه هنر تهران تأسیس شد.
- ۱۹۱۹ - انتشار مجله ادبی ارمحان توسط وحید دستگردی آغاز شد.
- ۱۹۲۰ - تأسیس کلوپ ایران (فوتبال).
- ۱۹۲۱
  - ۲۱ فوریه: نیروهای قوای قزاق ایرانی شهر را در جریان کودتای ۳ اسفند ۱۲۹۹ اشغال کردند.
  - سید ضیاءالدین طباطبایی شهردار شد.
- ۱۹۲۳ - کریم بوذرجمهری شهردار شد.
- ۱۹۲۵ - ۳۱ مارس: تقویم هجری شمسی به طور قانونی در ایران تصویب شد.
- ۱۹۲۶ - انتشار روز نامه اطلاعات (روزنامه) آغاز شد.
- ۱۹۲۹ - دانشگاه علم و صنعت ایران تأسیس شد.
- ۱۹۳۱ - باغ گیاه شناسی دانشگاه تهران تأسیس شد.
- ۱۹۳۲ - دومین کنگره نسوان شرق در تهران در ایران برگزار شد.
- ۱۹۳۴
  - دانشگاه تهران افتتاح شد.
  - قلی هوشمند شهردار شد.
- ۱۹۳۷
  - سازمان اسناد و کتابخانه ملی ایران افتتاح شد.
  - کاخ مرمر تکمیل شد.
- ۱۹۳۸
  - راه آهن سراسری ایران (بندر ترکمن-تهران-بندر امام خمینی) در حال بهره برداری است.
  - قاسم‌خان صور اسرافیل شهردار شد.
- ۱۹۳۹ - شرکت رنگسازی ایران تأسیس شد.
- ۱۹۴۰
  - علی‌اصغر فروزان شهردار شد.
  - جمعیت: ۴۰۰٬۰۰۰ نفر.
- ۱۹۴۱ - مصطفی‌قلی رام شهردار شد و سید محمد سجادی جانشین او شد.